# LSDA (Los Sueños De Anderson)
LSDA, Los Sueños De Anderson es el proyecto unipersonal de Fernando Montemurro, músico y productor musical nacido en Buenos Aires, Argentina. Es además integrante del dúo Shoot The Radio junto a Zeta Bosio.

## Reseña biográfica
LSDA fue creado a principio de los años 2000 y en el año 2002 firma con Alerta Discos, el sello discográfico de Zeta Bosio, con el cual acuerda cuatro álbumes en su contrato   LSDA lleva editados 4 álbumes de estudio y actualmente se encuentra editando los singles que conforman su nuevo y más reciente álbum de estudio solista, llamado Electric Heart.

En el año 2017 recibe el Premio Gardel a mejor álbum de música electrónica por su trabajo en Shoot The Radio por el álbum debut de la banda Ópera Galaxy.

Además de su trabajo solista y compartir el dúo Shoot The Radio junto a Zeta Bosio, Fernando Montemurro ha trabajado junto a Charly Alberti, integrante de Soda Stereo y Mole, en el remix de la canción Ghosts ( The Sun Is Not Enough)

## Discografía
- Electric Heart (2025)
- The Sun is Not Enough / Mole (LSDA Remix) (2024)
- Salvation / Battle Sounds (LSDA Remix) (2023)
- Heaven / LSDA Surrender Mix (LSDA Remix) (2022)

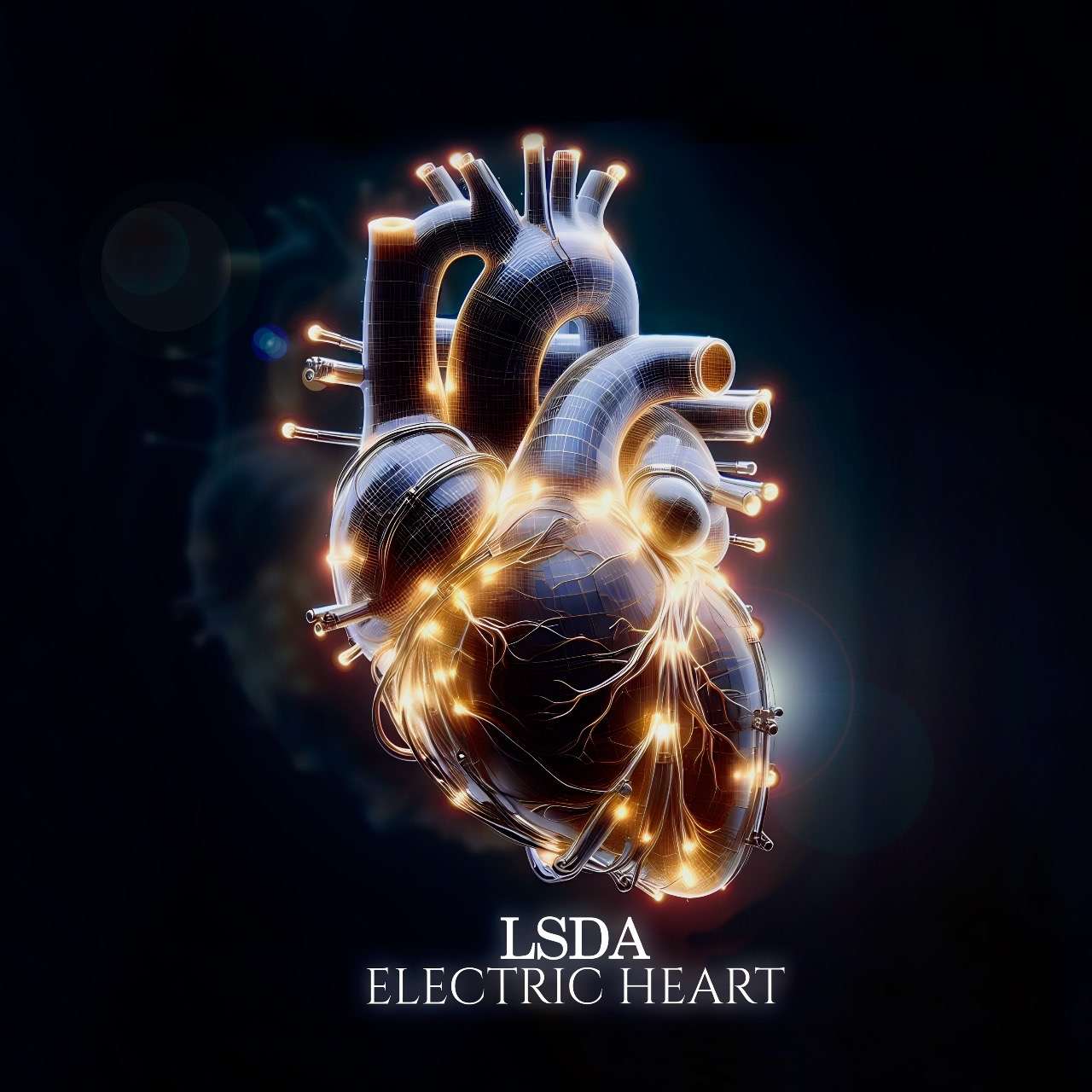
Electric Heart por LSDA

- Spirituality (2012)
- In The Light (2007)
- Sudam{erica Paz & Beats (2006)
- Electric Heart por LSDABuenos Aires Trip (2003)

## Premios y nominaciones
| Año  | Trabajo nominado | Premio         | Categoría                         | Resultado |
| ---- | ---------------- | -------------- | --------------------------------- | --------- |
| 2017 | Ópera Galaxy     | Premios Gardel | Mejor álbum de música electronica | Ganador   |